# 叶菲姆·叶夫多基莫夫

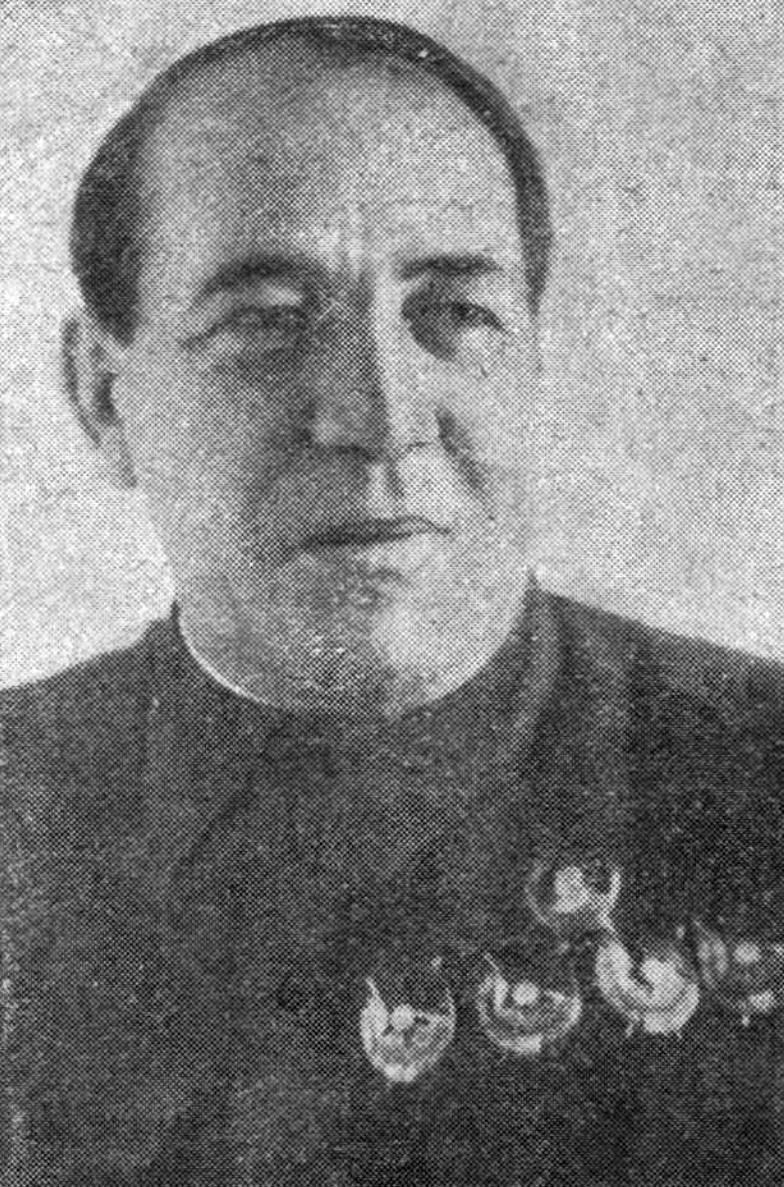

叶菲姆·格奥尔基耶维奇·叶夫多基莫夫（俄语：Ефи́м Гео́ргиевич Евдоки́мов，1891年1月20日—1940年2月2日）苏联政治家，契卡和国家政治保卫总局成员，曾参与红色恐怖、沙赫特审判、去富农化和大清洗时期的大规模处决。1938年被捕，1940年被处决。1956年平反。